# John Kandell

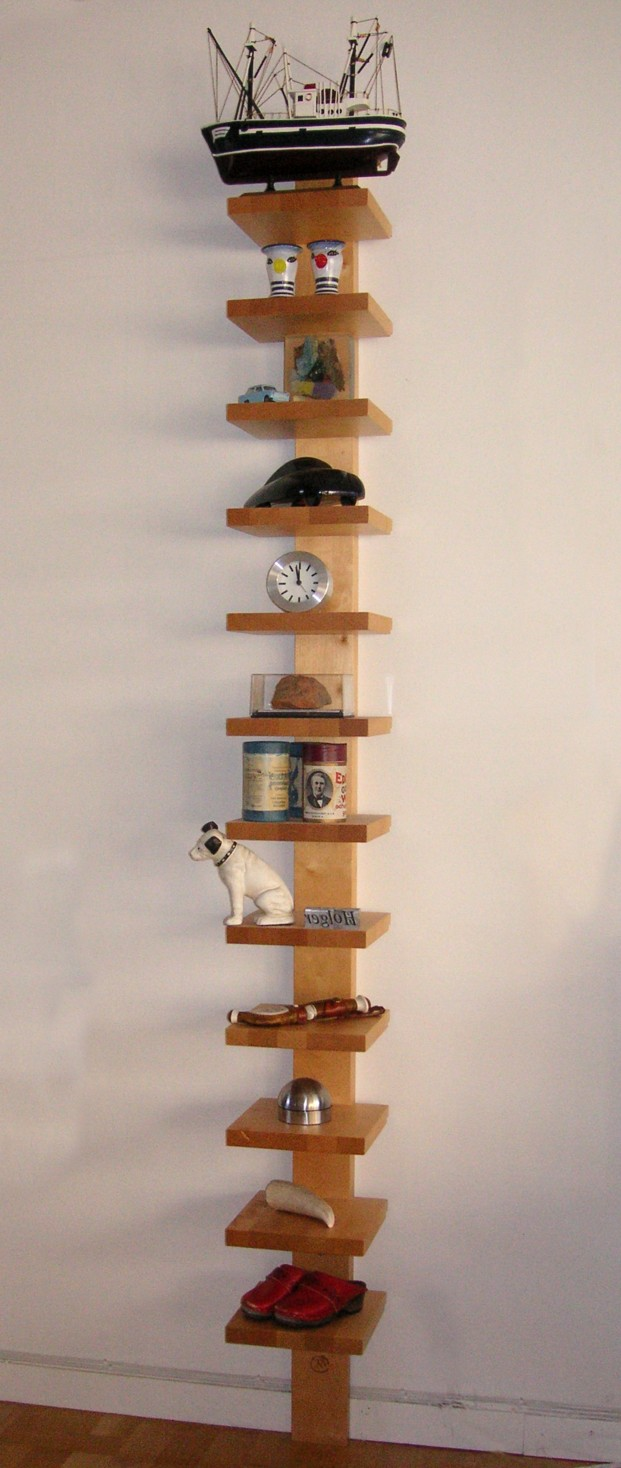
Kandell-Regal „Pilaster“

John Kandell (* 1925; † 1991) war ein schwedischer Architekt, Maler und Designer.
Johan Kandell begann seine berufliche Laufbahn Anfang der 1940er Jahre bei dem Architekten Carl-Axel Acking als Zeichner. Im Jahr 1947 beendete er seine Ausbildung an der Kunsthochschule Konstfack in Stockholm, verlängerte jedoch unmittelbar sein Studium bei der Abteilung für Skulptur. Während vieler Jahre war er auch Lehrer an der Kunsthochschule. Kandell wurde bisweilen von anderen Architekten für Aufträge im Bereich der Einrichtung und Innenarchitektur engagiert, wie beispielsweise für Gerichtsgebäude, Banken und Kirchen. Ein größerer Auftrag war der Entwurf der Kirche Tannefors außerhalb Linköpings, die er 1964 zusammen mit seinem Bruder Axel Kandell entwarf.
In den 1980er Jahren bekam John Kandell Kontakt mit der Möbelfirma Källemo in Värnamo. Resultat dieser Zusammenarbeit waren eine lange Reihe von Möbelklassikern, hauptsächlich Stühle, beispielsweise
- der dreibeinige Hocker Camilla in klaren Farben von 1982
- der Liegestuhl Vilan aus gebeizter Birke und Naturleder von 1988
- der Stuhl PimPim von 1990.

Ein Bestseller wurde das schlichte Regal Pilaster von 1989, das unmittelbar mehrfach plagiiert wurde. 2005 wurden Camilla und Pilaster im Zusammenhang mit dem Design-Jahr 2005 von der schwedischen Post auf einer Briefmarke verewigt.
John Kandell engagierte sich auch in der HI-Gruppe (HI-gruppen), wobei H für Handwerksmeister stand und I für Innenarchitekten. Die Gruppe bestand aus ca. 15 Mitgliedern und existierte von 1957 bis 1966. Eine von Kandells Arbeiten innerhalb der HI-Gruppe war der Sessel Singel aus Flacheisen, Leder und Filz. Der Sessel wurde bei der letzten Ausstellung der Gruppe 1966 vorgestellt und ging 1988 bei Källemo in Produktion.
| Personendaten    | Personendaten                       |
| ---------------- | ----------------------------------- |
| NAME             | Kandell, John                       |
| KURZBESCHREIBUNG | schwedischer Architekt und Designer |
| GEBURTSDATUM     | 1925                                |
| STERBEDATUM      | 1991                                |